# كأس أوروبا 1968–69
كأس أوروبا 1968-69 فاز فريق إي سي ميلان بهذه البطولة بعد أن تغلب على فريق أياكس أمستردام بنتيجة 2-1. أقيمت المبارة النهائية بين الفريقين على ملعب سانتياغو برنابيو في مدينة مدريد بتاريخ 28 مايو من عام 1969.

## الدور الأول
| الفريق الأول        | إجم.  | الفريق الثاني   | مباراة الذهاب | مباراة الإياب |
| ------------------- | ----- | --------------- | ------------- | ------------- |
| مالمو               | 3–5   | إيه سي ميلان    | 2–1           | 1–4           |
| سانت إتيان          | 2–4   | سلتيك           | 2–0           | 0–4           |
| النجم الأحمر بلغراد | (w/o) | كارل زايس يينا  | –             | –             |
| ووترفورد يونايتد    | 2–10  | مانشستر يونايتد | 1–3           | 1–7           |
| رويال أندرلخت       | 5–2   | غلينتوران       | 3–0           | 2–2           |
| روزنبورغ            | 4–6   | رابيد فيينا     | 1–3           | 3–3           |
| ريال مدريد          | 12–0  | أيل ليماسول     | 6–0           | 6–0           |
| نورنبرغ             | 1–5   | أياكس أمستردام  | 1–1           | 0–4           |
| مانشستر سيتي        | 1–2   | فنربخشة         | 0–0           | 1–2           |
| فالور               | 1–8   | بنفيكا          | 0–0           | 1–8           |
| فلوريانا            | 1–3   | لاهتي           | 1–1           | 0–2           |
| ستيوا بوخارست       | 3–5   | سبارتاك ترنافا  | 3–1           | 0–4           |
| أيك أثينا           | 5–3   | جينيس إيسش      | 3–0           | 2–3           |
| زيورخ               | 3–4   | AB              | 1–3           | 2–1           |
| دينامو كييف         | (w/o) | رتش شوروزو      | –             | –             |
| ليفسكي صوفيا        | (w/o) | فيرينتسفاروشي   | –             | –             |

## الدور الثاني
| الفريق الأول    | إجم.    | الفريق الثاني       | مباراة الذهاب | مباراة الإياب |
| --------------- | ------- | ------------------- | ------------- | ------------- |
| إيه سي ميلان    | Bye     | –                   | –             | –             |
| سلتيك           | 6–2     | النجم الأحمر بلغراد | 5–1           | 1–1           |
| مانشستر يونايتد | 4–3     | رويال أندرلخت       | 3–0           | 1–3           |
| رابيد فيينا     | 2–2 (خ) | ريال مدريد          | 1–0           | 1–2           |
| أياكس أمستردام  | 4–0     | فنربخشة             | 2–0           | 2–0           |
| بنفيكا          | Bye     | –                   | –             | –             |
| لاهتي           | 2–16    | سبارتاك ترنافا      | 1–9           | 1–7           |
| أيك أثينا       | 2–0     | AB                  | 0–0           | 2–0           |

## ربع النهائي
| الفريق الأول    | إجم. | الفريق الثاني | مباراة الذهاب | مباراة الإياب |
| --------------- | ---- | ------------- | ------------- | ------------- |
| إيه سي ميلان    | 1–0  | سلتيك         | 0–0           | 1–0           |
| مانشستر يونايتد | 3–0  | رابيد فيينا   | 3–0           | 0–0           |
| أياكس أمستردام  | 4–41 | بنفيكا        | 1–3           | 3–1           |
| سبارتاك ترنافا  | 3–2  | أيك أثينا     | 2–1           | 1–1           |

1 فاز أياكس على بنفيكا 3–0 في مباراة فاصلة ليصل إلى نصف النهائي.

## نصف النهائي
| الفريق الأول   | إجم. | الفريق الثاني   | مباراة الذهاب | مباراة الإياب |
| -------------- | ---- | --------------- | ------------- | ------------- |
| إيه سي ميلان   | 2–1  | مانشستر يونايتد | 2–0           | 0–1           |
| أياكس أمستردام | 3–2  | سبارتاك ترنافا  | 3–0           | 0–2           |

## النهائي
| إيه سي ميلان                                    | 4–1   | أياكس أمستردام                   |
| ----------------------------------------------- | ----- | -------------------------------- |
| بييرينو براتي 7'، 40'، 75' · أنجليو سورماني 67' | تقرير | فيليبور فاسوفيتش 60' (ضربة جزاء) |